# Nano Letters
A Nano Letters egy 2001-es alapítású lektorált fizikai és kémiai és biotechnológiai szakfolyóirat. Kiadója az Amerikai Kémiai Társaság mely a folyóiratot havonta adja közre.

## Tartalma
A folyóiratban nanotudományok és nanotechnológia témájába eső tudományos alapkutatási eredmények jelennek meg. A fő témakörök az alábbiak:
- Szerves, szervetlen és hibrid nanoanyagok és nanoszerkezetek fizikai, kémiai és biológiai előállítása.
- Nanoanyagok szintézisével, felépülésével és kölcsönhatásaival kapcsolatos modellek és szimulációk.
- Anyagok méretfüggő tulajdonságainak meghatározása, a skálázódás jellemzése.
- Új nanoszerkezetek és nanoeszközök előállítása, ezek alkalmazásai.

## Adatbázisindexei
A folyóirat cikkeit az alábbi tudományos adatbázisokban indexelik:
- CAS
- SCOPUS
- EBSCOhost
- British Library
- PubMed
- Web of Science

## Tudománymetrikai adatai
| Mérőszám                                                | 2015   |
| ------------------------------------------------------- | ------ |
| Összes publikáció                                       | 129399 |
| Impaktfaktor (hatástényező)                             | 13,779 |
| Az impaktfaktor ötéves átlaga (five-year impact factor) |        |
| Közvetlenségi index (immediacy index)                   |        |
| Az idézések felezési ideje (cited half-life)            |        |
| EigenFactor-pontszám                                    |        |
| A cikkek hatása (Article Influence Score)               |        |
| CiteScore                                               |        |
| (Source-Normalized Impact per Page, SNIP)               |        |
| SCImago-rang                                            | 9,006  |
| 1. 2. 3. 4. 5. 6. 7.                                    |        |